# Список двигателей PSA

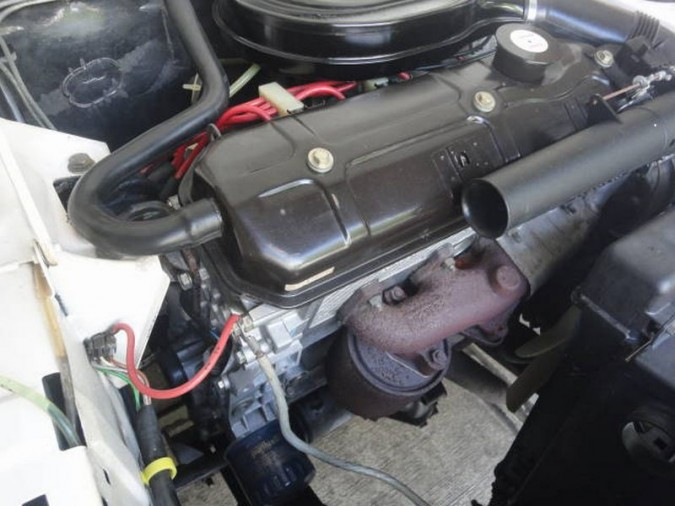
PSA XR5

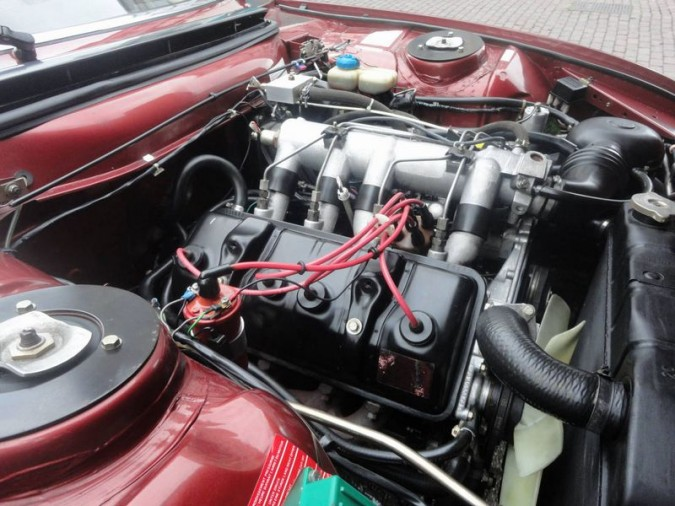
Peugeot XN2

Подразделение PSA Group выпускает различные автомобильные ДВС. Более поздние двигатели HDi выпускаются совместно с Ford Motor Company.

## TM/TN
TM и TN являлись рядными четырёхцилиндровыми бензиновыми двигателями, устанавливавшимися на Peugeot 202, Peugeot 203 и Peugeot 403.
| Модель | Объём             | Степень сжатия | Мощность    |
| ------ | ----------------- | -------------- | ----------- |
| TM     | 1.3 л (1,290 см3) | 6.8:1—7.1:1    | 42—45 л. с. |
| TM5    | 1.3 л (1,290 см3) | 7.3:1          | 54 л. с.    |
| TN3    | 1.5 л (1,468 см3) | 7.3:1          | 58 л. с.    |

## TMD
TMD являлся рядным четырёхцилиндровым бензиновым двигателем, устанавливавшемся на Peugeot 403 и Peugeot J9.
| Модель | Объём             | Степень сжатия | Мощность |
| ------ | ----------------- | -------------- | -------- |
| TMD80  | 1.6 л (1,608 см3) | 21:1           | 38 л. с. |
| TMD85  | 1.8 л (1,816 см3) | 21:1           | 48 л. с. |

## XB
В семейство XB входят рядные четырёхцилиндровые бензиновые двигатели:
- XB2 — 1.5 л (1,468 см3)
- XB5 — 1.5 л (1,468 см3)

## XC
В семейство XС входят рядные четырёхцилиндровые бензиновые двигатели, которые устанавливались на Peugeot 404:
| Модель | Объём             | Мощность    |
| ------ | ----------------- | ----------- |
| XC5    | 1.6 л (1,618 см3) | 72—76 л. с. |
| XC6    | 1.6 л (1,618 см3) | 72 л. с.    |
| XC7    | 1.6 л (1,618 см3) | 70 л. с.    |
| XCKF1  | 1.6 л (1,618 см3) | 85 л. с.    |
| XCKF2  | 1.6 л (1,618 см3) | 96 л. с.    |

## XK/XL/XR
В семейство XK входили бензиновые и дизельные двигатели, устанавливавшиеся на Peugeot 204. Позднее появились 1,3-литровый XL и 1,5-литровый XR. Последний устанавливался на Peugeot 305. Также были разработаны дизельные двигатели XLD и XL4D. В 1979 году в модельный ряд вошёл ДВС XID.

### Модификации
- XK — 1,1 л (1130 см3), 53 л. с. (39 кВт)
- XK4 — 1,1 л (1130 см3), 55 л. с. (40 кВт)
- XK5 — 1,1 л (1127 см3), 59 л. с. (43 кВт)
- XL3 — 1,3 л (1288 см3)
- XL3S — 1,3 л (1288 см3) с двумя карбюраторами
- XL5 — 1,3 л (1290 см3)
- XL5S — 1,3 л (1290 см3)
- XR5 — 1,5 л (1472 см3)
- XR5S — 1,5 л (1472 см3) с двумя карбюраторами
- XLD — дизель объёмом 1,25 л (1255 см3)
- XL4D — дизель объёмом 1,4 л (1357 см3)
- XID/XIDL — дизель объёмом 1,55 л (1,548 см3)

## XM
Двигатель PSA XM выпускался с 1968 по 1990 год. Его объём составлял 1,8 л (1796 см3), конфигурация — 45°, а степень сжатия — 7,5:1. Каждый двигатель имел клапанный механизм OHV с двумя клапанами на цилиндр. Диаметр цилиндра и ход поршня составляли, соответственно, 84 мм и 81 мм.

### Модификации
- XM
- XMKF5
- XMKF6
- XM7
- XM7A
- XM7P
- XM7T

## XN
В семейство XN входили рядные четырёхцилиндровые бензиновые двигатели объёмом 2,0 л (1971 см3), которые устанавливались на Peugeot 504, Peugeot 505 и другие модели. Диаметр цилиндра и ход поршня составляют, соответственно, 88 мм и 81 мм.

### Модификации
- XN1
- XN2
- XN6
- XN8